# Královské věnné město

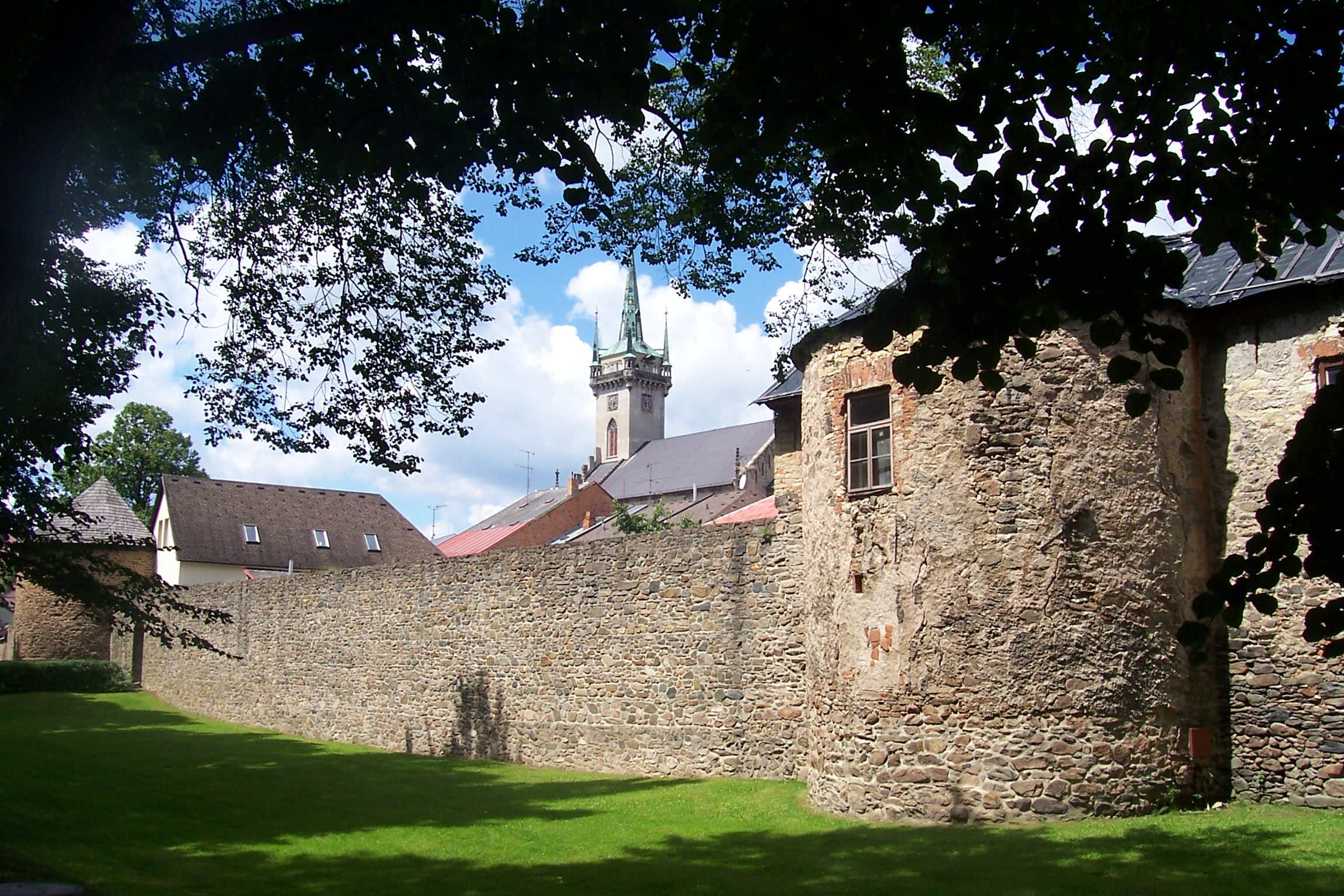
Městské hradby v Poličce.

Královská věnná města byla od počátku 14. století českými králi odkazována jejich manželkám.
Města Hradec, Chrudim a Vysoké Mýto věnoval Rudolf Habsburský roku 1307 své choti Elišce Rejčce, později je Karel IV. daroval Elišce Pomořanské. Václav IV. daroval své manželce Žofii Bavorské roku 1399 Dvůr Králové. Ještě později přibyla místa další a jako poslední se královským věnným městem stal Nový Bydžov (1569). Pouze přechodně za vlády Jiřího z Poděbrad byly věnným městem i Teplice.
Věnná města byla zdrojem příjmů a osobním útočištěm českých královen. V roce 1603 byla vyčleněna z ostatních královských měst a dostala se pod správu zvláštního královského podkomořího. Ekonomický a politický vliv města ztrácela po bitvě na Bílé hoře (1620). Jejich právní forma zanikla ale až v roce 1918, po vzniku samostatné Československé republiky.

## Seznam
Kromě berně měla dále města za povinnost posílat do královských kuchyní různé dary, vždy to, co bylo v daném kraji nejlepší dle níže uvedeného seznamu:
- Dvůr Králové nad Labem – mřenky (mřínci, grundle)
- Hradec Králové – bažanti
- Chrudim – pšenice
- Jaroměř – lososi
- Mělník – víno
- Nový Bydžov – raci
- Polička – oves
- Trutnov – plátno
- Vysoké Mýto – pstruzi